# Ropalophorus polygraphus
Ropalophorus polygraphus är en stekelart som beskrevs av Yang 1989. Ropalophorus polygraphus ingår i släktet Ropalophorus och familjen bracksteklar. Inga underarter finns listade i Catalogue of Life.